# Caso avverbiale
Un caso avverbiale è un processo grammaticale della lingua finlandese affine a quello del caso grammaticale. La differenza principale consiste nel fatto che il caso vero e proprio è applicabile a tutte le parole e implica una concordanza con gli attributi, mentre il caso avverbiale manca di questa influenza e si applica a un numero più ristretto di parole o classi di parole.
Questi sono i casi avverbiali riconosciuti nel finnico:
- causativo;
- delativo;
- distributivo;
- distributivo temporale;
- lativo;
- moltiplicativo;
- oppositivo;
- prolativo;
- situativo;
- sublativo;
- superessivo;
- temporale.